# Fragilariophycidae
Fragilariophycidae, podrazred alga kremenjašica opisan 1990.; dio je poddivizije Bacillariophytina. Postoji sedam imenovanih redova s preko 990 vrsta, ukjljučujući i incertae sedis

## Redovi
1. Cyclophorales Round & R.M.Crawford
2. Fragilariales P.C.Silva in R.A. Lewin (ed.), 1962
3. Fragilariophycidae ordo incertae sedis
4. Licmophorales Round, 1990
5. Protoraphidales Round
6. Rhabdonematales Round & R.M.Crawford, 1990
7. Tabellariales Round
8. Thalassionematales Round

## Drugi projekti
|  | Zajednički poslužitelj ima još gradiva o temi Fragilariophycidae |
|  | Wikivrste imaju podatke o taksonu Fragilariophycidae             |